# Liste des édifices labellisés « Architecture contemporaine remarquable » de la Vienne
Cet article recense les édifices labellisés « Architecture contemporaine remarquable » de la Vienne, en France.
Le label « Architecture contemporaine remarquable » remplace depuis 2016 l'ancien label « Patrimoine du XXe siècle ». Il ne prend en compte que des édifices de moins de 100 ans à la date de labellisation, et qui ne sont pas protégés comme monuments historiques.
Au début 2024, la Vienne ne compte qu'un seul édifice ainsi labellisé.

## Liste
| Monument           | Commune  | Adresse           | Coordonnées                      | Notice     | Date | Illustration       |
| ------------------ | -------- | ----------------- | -------------------------------- | ---------- | ---- | ------------------ |
| Musée Sainte-Croix | Poitiers | 61 rue Simplicien | 46° 34′ 46″ nord, 0° 20′ 54″ est | ACR0001080 | 2015 | Musée Sainte-Croix |